# 雪狼湖
《雪狼湖》是香港和華人地區第一部廣為人知的原創現代音樂劇，由張學友擔任藝術總監及主演，歐丁玉、李迪文、趙增熹、杜自持擔任音樂總監，香港天星文化娛樂有限公司投資。故事由鍾偉民原著，講述了花匠胡狼與富家小姐寧静雪之間的愛情故事。整場音樂劇分為兩幕共計三個小時。
1997年3月28日，《雪狼湖》粵語版本首度於红磡香港体育馆首次公演，動用台前幕後超過300餘人，連演42場，場場爆满，入場人數超過30萬人次，隨後在新加坡的7場演出也大受歡迎，刷新了新加坡演出場次和觀賞人數的記錄。在音樂劇公演前，寶麗金唱片公司亦推出了以音樂劇主要歌曲為主的張學友全新廣東專輯《不老的傳說》。而音樂劇的主要贊助商花旗銀行亦在音樂劇公演時與寶麗金唱片公司共同推出了一張EP唱片-《雪狼湖Citibank信用卡張學友珍藏版EP》。2004年至2006年國語版本全球巡演數十場，國/粵語版本公演場次超過百場，是華人音樂劇歷史上演出場次最多的音樂劇，亦是華人歷史上最受歡迎的原創大型音樂劇。
1997年，《雪狼湖》在香港本地取得了雙白金的銷量，而《不老的傳說》則取得超過五白金的銷量，成為當年香港的銷量冠軍大碟。
2004年12月，鍾偉民在蘋果日報的專欄狼的心中，批評改編自他創作的小說《雪狼湖》的音樂劇宣傳品上，找不到任何有關鍾偉民的字眼一事，暗示音樂劇的製作人不尊重原作者，沒有尊重原創，在娛樂界引起爭議。

## 創作團隊
- 出品人：陳淑芬
- 主創、藝術總監：張學友
- 美術總監、導演：奚仲文
- 音樂總監：Dick Lee、歐丁玉、趙增熹、杜自持 （國語版）、高世章（國語版）
- 指揮：趙增熹、杜自持（國語版）
- 譜曲人： Dick Lee、高世章、古倩敏、陳少琪、潘哲玄、黃國倫、林明陽
- 編曲人：高世章、Iskandar Ismail、Sydney Tan、吳慶隆、Robert Seng、趙增熹、蘇德華
- 填詞人：林振强、林夕、古倩敏、陳少琪、潘源良、張學友、林明陽
- 舞蹈總監：朱永龍
- 服裝設計：陳國華
- 原著小說：鍾偉民
- 改編：陳少琪、陳慶嘉

## 粤語版本

### 起因
在1995年一年裡成功的舉辦了100場的世界巡回演唱會後，張學友於1996年結婚，並傳出急流勇退的傳言，他在1996年成功的與香港管弦樂團合作了一次一連4場的“愛與交響曲”之後，開始由純粹的流行音樂歌手逐步轉向帶有藝術性質的演出和表演，就在當年，滋生出了日後獲得成功的音樂劇《雪·狼·湖》。

### 上演
1997年，《雪·狼·湖》在香港紅磡體育館正式上演。當全劇演至第二十幾場的時候，成為了全城議論的熱點演出，成為了報紙，電視和雜誌議論的焦點，一票難求，主辦商天星娛樂和張學友决定加場，誰知一加便是42場，在最後一場仍舊爆滿。打破了香港歷史的演出記錄，並至今仍舊是香港演出場次的記錄保持者。由於反應熱烈，又在新加坡加演7場。女主角寧靜雪先是在香港由林憶蓮飾演，後來新加坡則由陳松伶飾演。隨後由于不同公司和版權等問題，出版的粵語版本的CD原聲大碟由寶麗金唱片的另一位女歌手陳嘉露代替。

### 影響
《雪·狼·湖》在香港造成了很大的影響，特別是對於一些流行樂歌手，張學友的試探獲得成功，音樂劇被視爲是流行樂歌手的另一種出路，在2001年，張學友的好友張國榮曾經在一次宴會上提出要和學友共同做一部音樂劇，學友當時便同意，但是在僅僅一年多後，這部還在萌芽中令人期待的“音樂劇”就隨着張國榮的自殺而胎死腹中了。

## 國語版本

### 起因
因爲1997年的粵語版本大受歡迎，而當年亦因爲場地等原因造成該次未能在臺灣，大陸等地區上演，雖然如此，該劇仍舊影響到這些地區的歌迷。于是張學友和天星娛樂在大概2004年開始策劃於2004年12月25日在北京的首都體育館開始公演國語版本的《雪·狼·湖》；場場皆爆滿，隨後又在臺北的小巨蛋，大陸的其他城市以及新加坡，馬来西亞等地巡演。

### 上演
2004年12月24日－2005年1月1日，《雪·狼·湖》首先在北京的首都體育館上演四場，開始亞洲地區的巡迴演出。全劇於2006年1月7日結束，國語版本共巡演54場次。

### 影響
國語版本《雪·狼·湖》在臺灣和大陸地區受到了許多歌迷强烈的歡迎，尤其在臺灣公演的過程，有許多歌迷在商場排夜隊購買門票的新聞出現。在中國大陸的公演城市超過二十個，而在新加坡和馬來西亞等地亦受到了强烈的共鳴。
除此之外也引起了演艺圈内部的轰动，包括章子怡、周杰伦、庾澄庆、伊能静、张娜拉、王菲、李亚鹏、陈奕迅、梁朝伟、刘嘉玲等众多圈内人士自行买票入场做观众，但被一些媒体和观众认出，才被曝光。

### 批評
由于中國大陸地區的部分城市沒有適合音樂劇演出的場地，例如天津。令演出的效果受到了一些專業人士的批評。如在中國的天津市演出的當天的天氣是暴雨，而演出場地在泰達足球場內，亦是一座露天的體育場。原本張學友為觀眾安全臨時喊停，沒想到觀眾如期冒雨到場，只為替他們加油打氣，讓他感動莫名，頂著雷電演出，但因當時風雨實在太大無法搭建大螢幕，令音樂劇的整體效果倍受打擊，而後排的歌迷亦無法欣賞。

## 雪狼湖帶來的影響
《雪狼湖》大量的使用了古典音樂樂器進行發聲配樂，并將之與流行音樂結合。即將許多接近流行音樂的歌曲用貼近歌劇的形式表演，幾十首歌曲串聯成為一部舞台劇，張學友成為華語歌手中第一位嘗試歌劇流行樂并獲得成功的歌手，並爲其他華語流行歌手開拓出一種嶄新的，更加可以展現表演藝術的形式。
《雪狼湖》巡演，因為張學友等明星的影響力，為普及香港的舞台劇發展起到了非常好的推動作用，更加令許多年青一代認識并喜愛音樂劇，為音樂劇的普及起到了非常積極的作用。2004年末-2006年出的國語版巡演中，《雪狼湖》更是把這種舞台劇風潮帶向大陸，台灣，馬來西亞，新加坡等地，為當地舞台劇的普及起到了良好的推動作用。

## 主要曲目

### 粤语版本
| 首數 | 粵語版本         | 作曲     | 作詞   | 國語版本             | 作曲     | 作詞           |
| ---- | ---------------- | -------- | ------ | -------------------- | -------- | -------------- |
| 01   | 不老的传说       | Dick Lee | 古倩敏 | 不老的传说           | Dick Lee | 林夕           |
| 02   | 命运舞会         | Dick Lee | 陳少琪 | 大舞會               | Dick Lee | 林夕           |
| 03   | 一些感覺         | 古倩敏   | 古倩敏 | 感覺來了             | 古倩敏   | 林夕           |
| 04   | 暗裡的感覺       | 古倩敏   | 古倩敏 | 暗中的感覺           | 古倩敏   | 林夕           |
| 05   | 甚麼是戀愛       | 林明陽   | 陳少琪 | 是否在戀愛           | 林明陽   | 林夕           |
| 06   | 花與琴的流星     | Dick Lee | 古倩敏 | 流星下的願           | Dick Lee | 林夕           |
| 07   | 兩個她的秘密理想 | Dick Lee | 古倩敏 | 兩個她，一個理想     | Dick Lee | 林夕           |
| 08   | 金金相印         | Dick Lee | 林振強 | 愛錢萬歲             | Dick Lee | 林夕           |
| 09   | 愛是永恆         | Dick Lee | 林振強 | 愛是永恆             | Dick Lee | 林明陽、張學友 |
| 10   | 共度良宵         | Dick Lee | 陳少琪 | 情人佳節             | Dick Lee | 林夕           |
| 11   | 狂 曲            | Dick Lee | 林振強 | 抓 狂                | Dick Lee | 林夕           |
| 12   | 愛狼說           | Dick Lee | 陳少琪 | 雪愛狼               | Dick Lee | 林夕           |
| 13   | 花花嘉年華       | Dick Lee | 陳少琪 | 歡笑嘉年華           | Dick Lee | 林夕           |
| 14   | 愛是永恆(現場版) | Dick Lee | 林振強 | 一個人的犧牲(現場版) | Dick Lee | 張學友         |

| 首數 | 粵語版本           | 作曲     | 作詞   | 國語版本           | 作曲     | 作詞           |
| ---- | ------------------ | -------- | ------ | ------------------ | -------- | -------------- |
| 01   | 四獄卒之歌         | 潘哲玄   | 潘源良 | 四獄警之歌         | 潘哲玄   | 林夕           |
| 02   | 葬月               | 潘哲玄   | 潘源良 | 問月               | 潘哲玄   | 林夕           |
| 03   | 怎麼捨得你         | 黃國倫   | 潘源良 | 不想失去你         | 黃國倫   | 林夕、張學友   |
| 04   | 怒                 | Dick Lee | 林振強 | 怒吼               | Dick Lee | 林夕           |
| 05   | 老狼在此           | 潘哲玄   | 潘源良 |                    |          |                |
| 06   | 種子               | Dick Lee | 潘源良 | 希望               | Dick Lee | 林夕           |
| 07   | 等了又等           | Dick Lee | 古倩敏 | 一等再等           | Dick Lee | 林夕           |
| 08   | 等到了             | Dick Lee | 古倩敏 | 等到了             | Dick Lee | 林夕           |
| 09   | 簡簡單單愛情觀     | Dick Lee | 古倩敏 | 簡簡單單就是愛     | Dick Lee | 林夕           |
| 10   | 金金相印           | Dick Lee | 林振強 | 愛錢萬歲【沒落篇】 | Dick Lee | 林夕           |
| 11   | 愛狼說（悼念篇）   | Dick Lee | 陳少琪 | 雪愛狼（悼念篇）   | Dick Lee | 林夕           |
| 12   | 冷靜               | 古倩敏   | 古倩敏 | 決定               | 古倩敏   | 林夕           |
| 13   | 祈求可以共你活一天 | 陳少琪   | 張學友 |                    |          |                |
| 13   |                    |          |        | 真的失去你         | 黃國倫   | 林夕、張學友   |
| 14   | 原來只要共你活一天 | 陳少琪   | 陳少琪 | 原來只要共你活一天 | 陳少琪   | 陳少琪         |
| 15   | 內疚               | Dick Lee | 潘源良 | 懺悔               | Dick Lee | 林夕、張學友   |
| 16   | 困                 | Dick Lee | 林振強 | 痛恨               | Dick Lee | 林夕           |
| 17   | 抱雪               | Dick Lee | 陳少琪 | 抱雪               | Dick Lee | 張學友         |
| 18   | 愛是永恆           | Dick Lee | 林振強 | 愛是永恆           | Dick Lee | 林明陽、張學友 |

第一幕
1. 不老的传说　曲：Dick Lee，詞：古倩敏
2. 命运舞会　曲：Dick Lee，詞：陳少琪
3. 一些感覺　曲：古倩敏，詞：古倩敏
4. 暗里的感觉　曲：古倩敏，詞：古倩敏
5. 甚么是恋爱　曲：林明陽，詞：陳少琪
6. 花与琴的流星　曲：Dick Lee，詞：古倩敏
7. 两个她的秘密理想　曲:Dick Lee，詞：古倩敏
8. 金金相印　曲：Dick Lee，詞：林振強
9. 爱是永恒　曲：Dick Lee，詞：林振強
10. 共度良宵　曲：Dick Lee，詞：陳少琪
11. 狂　曲：Dick Lee，詞：林振強
12. 爱狼说　曲：Dick Lee，詞：陳少琪
13. 花花嘉年华　曲：Dick Lee，詞：陳少琪
14. 爱是永恒　曲：Dick Lee，詞：陳少琪

第二幕
1. 四狱卒之歌　曲：潘哲玄，詞：潘源良
2. 葬月　曲：潘哲玄，詞：潘源良
3. 怎么舍得你　曲：黃國倫，詞：潘源良
4. 怒　曲：Dick Lee，詞：林振強
5. 老狼在此　曲：潘哲玄，詞：潘源良
6. 种子　曲：Dick Lee，詞：潘源良
7. 等了又等　曲：Dick Lee，詞：古倩敏
8. 等到了　曲：Dick Lee，詞：古倩敏
9. 简简单单爱情观　曲：Dick Lee，詞：古倩敏
10. 信金得救　曲：Dick Lee，詞：林振強
11. 爱狼说（悼念篇）　曲：Dick Lee，詞：陳少琪
12. 冷静　曲：古倩敏，詞：古倩敏
13. 原来只要为你活一天　曲：陳少琪，詞：陳少琪
14. 原来只要共你活一天　曲：陳少琪，詞：陳少琪
15. 内疚　曲：Dick Lee，詞：潘源良
16. 困　曲：Dick Lee，詞：林振強
17. 抱雪　曲：Dick Lee，詞：陳少琪
18. 爱是永恒　曲：Dick Lee，詞：林振強

### 国语版本
第一幕
- 《不老的傳說》 曲：Dick Lee，詞：林夕
- 《大舞會》 曲：Dick Lee，詞：林夕
- 《感覺來了》 曲：古倩敏，詞：林夕
- 《暗中的感覺》  曲：古倩敏，詞：林夕
- 《是否在戀愛》  曲：林明陽，詞：林夕
- 《流星下的願》 曲：Dick Lee，詞：林夕
- 《兩個她，一個理想》 曲：Dick Lee，詞：林夕
- 《愛錢萬歲》 曲：Dick Lee，詞：林夕
- 《愛是永恆》 曲：Dick Lee，詞：林明陽、張學友
- 《情人佳節》 曲：Dick Lee，詞：林夕
- 《抓狂》 曲：Dick Lee，詞：林夕
- 《雪愛狼》 曲：Dick Lee，詞：林夕
- 《歡笑嘉年華》 曲：Dick Lee，詞：林夕
- 《一個人的犧牲》 曲：高世章，詞：張學友

第二幕
- 《四獄警之歌》 曲：潘哲玄，詞：林夕
- 《問月》 曲：潘哲玄，詞：林夕
- 《不想失去你》 曲：黃國倫，詞：林夕、張學友
- 《怒吼》 曲：Dick Lee， 詞：林夕
- 《希望》 曲：Dick Lee，詞：林夕
- 《一等再等》 曲：Dick Lee，詞：林夕
- 《等到你》 曲：Dick Lee，詞：林夕
- 《簡簡單單就是愛》 曲：Dick Lee，詞：林夕
- 《愛錢萬歲》【沒落篇】 曲：Dick Lee，詞：林夕
- 《雪愛狼》【悼念篇】 曲：Dick Lee，詞：林夕
- 《決定》 曲：古倩敏，詞：林夕
- 《真的失去你》 曲：黃國倫，詞：張學友
- 《祈求可以共你活一天》 曲：陳少琪，詞：張學友
- 《只要為你活一天》 曲：陳少琪，詞：陳少琪
- 《懺悔》 曲：Dick Lee，詞：林夕、張學友
- 《痛恨》 曲：Dick Lee，詞：林夕
- 《抱雪》 曲：Dick Lee，詞：張學友
- 《愛是永恆》 曲：Dick Lee，詞：林明陽、張學友

于2005年年底亦推出大碟《雪狼湖（國語版）》

## 主要人物
粤语版本
1. 胡狼，花匠─張學友 飾
2. 宁玉凤，宁家大小姐─陳潔儀 飾
3. 宁静雪，宁家二小姐─林憶蓮（香港）／ 陳松伶（新加坡） 飾
4. 梁直，富家子─謝天華 飾
5. 宁太太，宁玉凤和宁静雪的母亲─伍潔茵 飾
6. 老狼仙─符润光 饰

国语版本
1. 胡狼，花匠─張學友 飾
2. 宁玉凤，宁家大小姐─陳潔儀／陳松伶 飾
3. 宁静雪，宁家二小姐─汤灿／許慧欣 飾
4. 梁直，富家子─毅 飾
5. 宁太太，宁玉凤和宁静雪的母亲─杜鶴 飾
6. 老狼仙─毅 飾

### 胡狼
胡狼是貫穿整部音樂劇的第一男主角。
第一幕
作為富裕階層寧家的一個園藝師，胡狼是《雪狼湖》中第一個亮相的角色。他出身貧寒，心地善良，工作細心，但又膽小而害羞。一個偶然的機會他與寧家的二小姐，本劇的第一女主角寧靜雪相遇并互有好感，這時的胡狼在劇中唱出一些經典歌曲如《一些感覺》，《什麽是戀愛》等。當他與寧靜雪確立愛情后，兩人於寧家花房的陽臺中共同唱出《花與琴的流星》；而後兩人相約在湖中划船，期間胡狼在暴雨中唱出經典名曲《愛是永恆》，兩人將這個沒有名字的湖命名為“雪狼湖”，這兩處情節亦是全劇的最高潮部份之一。但好景不長，因為種種原因；寧靜雪的家庭並不接受胡狼這個貧賤的下等人。但寧靜雪卻對此不以為然，并對胡狼唱出歌曲《愛狼說》。
而後寧靜雪的母親寧太太與寧靜雪的追求者富家子梁直利用胡狼的善良和寧靜雪的夢想，欺騙胡狼離開寧靜雪。深陷愛河的胡狼爲了寧靜雪的幸福，故意縱火；而後被逮捕入獄。隨著被告知胡狼已死的寧靜雪依依不捨的登船遠赴維也納進修小提琴，第一幕結束。
第二幕
第二幕以胡狼在獄中被經梁直賄賂的獄卒虐待而開始。失去寧靜雪，深陷牢獄的胡狼此時已經無心戀生，并唱出《葬月》，《怎麼捨得你》等幾首及其悲哀，絕望而又思戀的歌曲。此時獄中出現一個狼頭人身自稱為老狼仙的“半狼人”。他重新激勵胡狼并利用一種為“時間傷口”來幫助胡狼重新返回任何時間的起點。一直暗戀胡狼的寧靜雪的姐姐寧玉鳳因為胡狼的入獄而悲傷不已，一直盼望可以重新看到胡狼。在胡狼出獄後，才得知寧玉鳳其實一直在默默地幫助他。此時胡狼面臨在寧靜雪和寧玉鳳之間的選擇。玉鳳雖向胡狼表白，而胡狼還是決定要找雪並唱出《原來只要共你活一天》以表心跡後，玉鳳鼓勵狼到維也納找雪。
在老狼仙的幫助下，胡狼成功的利用“時間的傷口”而重新回到從前的一個時間點，并見到寧靜雪。此時嫁給梁直的寧靜雪已經得知被梁欺騙，爭執當中，梁直開槍走火打傷了寧靜雪。而此時胡狼亦回到這個時間臨界點中，并親眼看到寧靜雪在自己的懷中死去，“時間傷口”僅僅是幫助他和寧靜雪在一起多度過了一小時而已。此時胡狼唱出《抱雪》，並在《抱雪》唱畢後抱著寧靜雪沉入了雪狼湖中。

### 寧靜雪
寧靜雪是貫穿整部音樂劇的第一女主角，《雪狼湖》中的“雪”字通常即是代表寧靜雪。
寧靜雪出身殷實家庭，劇中的男主角胡狼即是寧家的花王（園藝師）。她在劇中是一位渴望獲得認可和成功的小提琴演奏家，在第一幕中與胡狼相遇后兩人旋即即墮入愛河，但卻遭到了母親寧太的強烈反對。另外富家子梁直一直對寧靜雪心生愛慕之情，因為與寧家門當戶對，一直被寧家視為準女婿。
在音樂劇的第一幕結尾，梁直向胡狼表示他會資助寧靜雪去維也納留學，從而實現她的理想；并勸告他為了寧靜雪的演奏家前途而放棄寧靜雪。而後胡狼為了讓雪實現自己的夢想故意縱火從而坐監。但梁直卻告知寧靜雪胡狼已因為意外而死。寧靜雪在別無選擇之下嫁給了梁直，但在胡狼出獄后的一次偶遇中，寧靜雪方知自己被騙，在與梁直的爭吵中被梁錯手槍擊身亡。音樂劇第二幕的結尾即是胡狼抱著寧靜雪的屍體一同沉入雪狼湖。
飾演寧靜雪的演員有林憶蓮、陳松伶和許慧欣、湯燦（國語版）。

### 寧玉鳳
寧玉鳳是雪狼湖的第二女主角，第一女主角寧靜雪的姐姐，彈得一手好鋼琴，也深愛著男主角阿狼，但當她明白阿狼最愛的仍是她的妹妹寧靜雪之後，最後自動退出這段三角戀情，讓阿狼進入時間裂痕中，去尋找那一天大宅為何發生火警的過去。

## 獎項
- 1997年度香港金唱片頒獎典禮
  - 「雙白金唱片」：《雪狼湖》
  - 「五白金唱片」：《不老的傳說》
- 1997年度十大中文金曲頒獎典禮
  - 「十大中文金曲」：《不老的傳說》
  - 「十大中文金曲」：《愛是永恆》
  - 「全年銷量冠軍大獎」：《不老的傳說》
- 1997年度叱咤樂壇流行榜頒獎典禮
  - 「叱咤樂壇大碟IFPI大獎」：《不老的傳說》
- 1997年度新城勁爆頒獎禮
  - 「新城勁爆情歌」：《愛是永恆》
  - 「新城勁爆舞台演繹獎」：《雪狼湖》
  - 「新城勁爆全年最佳大碟」：《雪狼湖》
  - 「金心情歌本地金心情歌」：《愛是永恆》
  - 「有線YMC至尊榜至尊最愛廣東歌曲」：《愛是永恆》
  - 「IFPI金唱片銷量獎」：《不老的傳說》

## 其他版本
在《雪狼湖》國語版於2005年公演完畢后，張學友曾表示願意以免版權費送給後來的任何有意出演此劇的人士。2012年1月由北京郵電大學排演的音樂劇《雪狼湖》，以2004年的張學友創意音樂劇雪狼湖為藍本，在北京郵電大學以及北京其他高校進行了公演。
在學友光年世界巡迴演唱會的《雪狼湖》X《如果愛》，橋段、曲目順序也被改變 。
由高世章策劃及音樂總監的《我們的音樂劇 Reimagined》，精選多齣音樂劇選段當中包括《雪狼湖》。

## 外部連結
- 雪狼湖國語版本歌詞
- 1997年版本的雪狼湖劇照（中華網）